# EOSFET
En EOSFET eller elektrolyt-oxid-halvledarfälteffekttransistor är en FET, som en MOSFET, men med en elektrolytlösning som ersätter metallen för detektering av neuron aktivitet. Många EOSFET:er är integrerade i ett neurochip.